# Isidro Ortiz Muñoz

## Isidro Ortiz Mendoza
Isidro Ortiz Mendoza nacido en el año 1930 en Chipude, Vallehermoso, La Gomera, España es un experto en Silbo gomero, músico y artesano.

## Premios y reconocimientos
- Premio a la promoción de la cultura general de Canarias (Promoción de la Cultura General, 2013)